# Chresmoda obscura
Chresmoda obscura là một loài côn trùng trong họ Chresmodidae thuộc bộ Orthoptera. Loài này được Germar miêu tả năm 1839.

## Hình ảnh

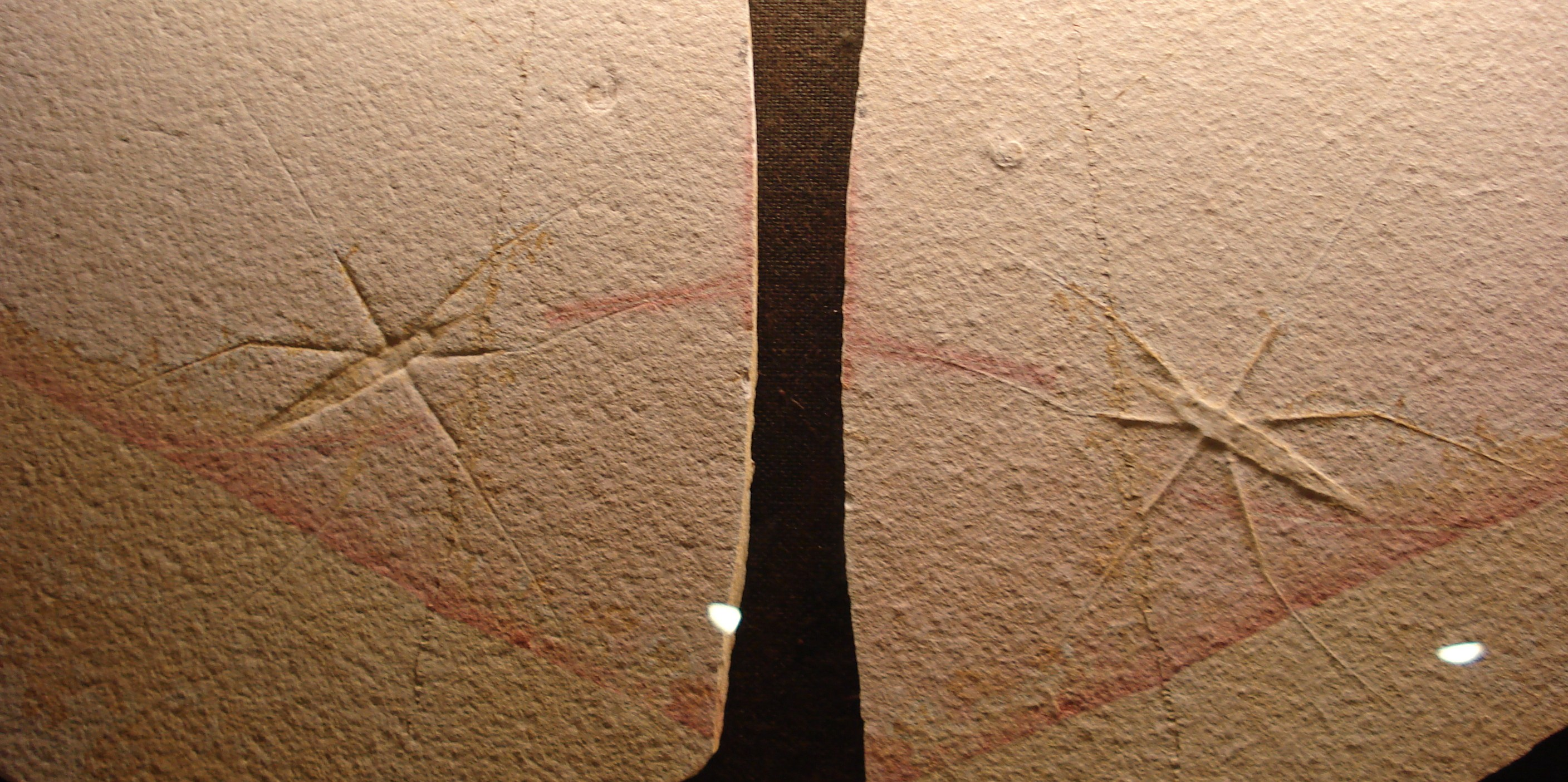
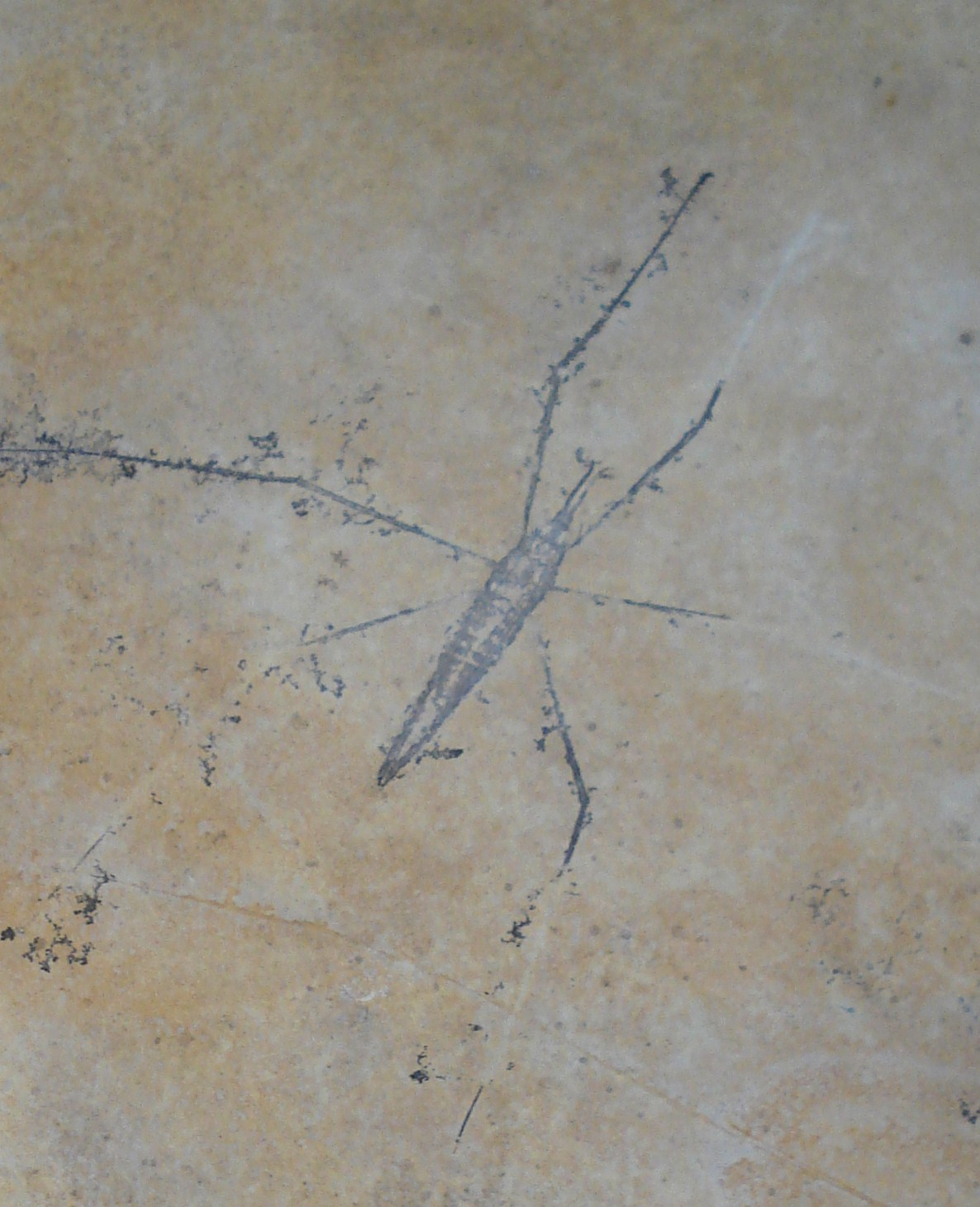